# Tumaco Sinus
Il Tumaco Sinus è una struttura geologica della superficie di Titano.